# Lepidotonpolis
Lepidotonpolis är en fornlämning i Egypten. Den ligger i guvernementet Sohag, i den centrala delen av landet, 400 km söder om huvudstaden Kairo. Lepidotonpolis ligger 63 meter över havet.
Terrängen runt Lepidotonpolis är platt söderut, men norrut är den kuperad. Runt Lepidotonpolis är det mycket tätbefolkat, med 2 521 invånare per kvadratkilometer. Närmaste större samhälle är Jirjā, 4,2 km väster om Lepidotonpolis. Trakten runt Lepidotonpolis består till största delen av jordbruksmark.